# ティーサーブ
株式会社ティーサーブは、東京都港区に本社を置く、日本の自転車便・バイク便事業者である。コーポレートスローガンは「カラダデトドケル。」。
自転車便事業を日本に持ち込んだパイオニアとして知られ、バイシクルメッセンジャーとしてのイメージが強いが、実際には50/100/125/250ccスクーターも多数所有し、自転車とバイクを巧みに組み合わせた強固な配送網を持つことでも知られる(都心部の交差点では、メッセンジャー同士が荷物の受け渡し＝パスをする光景を散見できる)。また、近県への配送(届け)にも対応しているが、逆に、集荷は都心部のみに限定し、密度と効率を重視した戦略を採っている。
メッセンジャーの着用するユニフォームは色彩の鮮やかなものを採用し、またメッセンジャーを女性誌やテレビ番組に積極的に露出させるなど、イメージ戦略にも重きを置く。

## 沿革
- 1989年-「東京メッセンジャー・サービス」として設立。この時のメンバーは現・社長の池谷貴行と現・副社長の田中彰の2名だけであった。
- 1990年-現社名に改称。